# Ліси Румунії

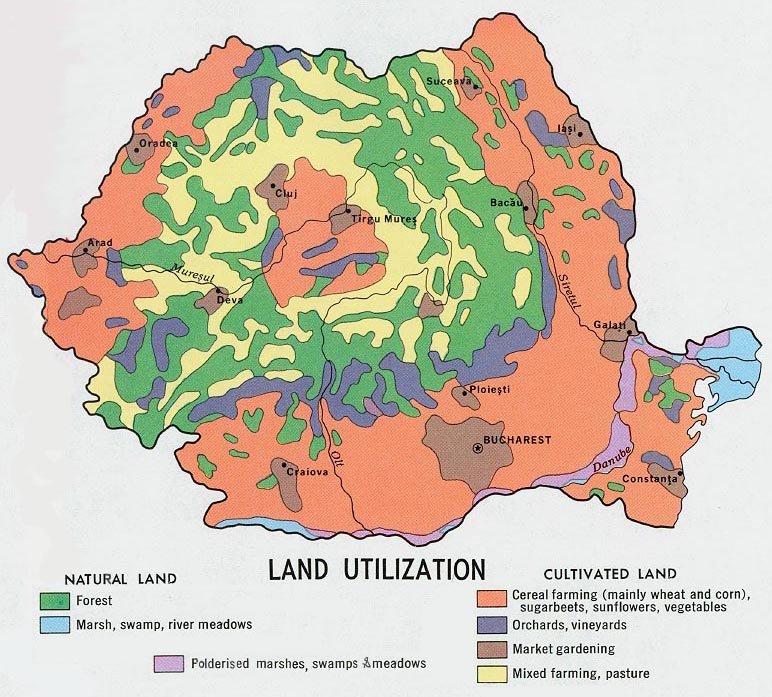
Використання земель в Румунії, станом на 1970 рік. Ліси позначені зеленим.

Ліси Румунії — увесь комплекс лісових масивів (6229 тис. га у 1980 році) на території Румунії (237,5 тис. км²), що становить 27% площі країни. Румунія — країна лісистих гір, альпійських луків і посушливого степу. Найбільші площі лісів знаходяться в гірських районах, особливо в Східних і Південних Карпатах — 60-65% від загальної площі (30% території країни); 24% лісів ростуть на височинах і плато (37% території країни); найменше лісів на рівнинах, де лісистість знижується до 10-11% (33% території країни). Раніше, 70% території Румунії було вкрито лісами. Хвойні породи — 30%, бук — 30%, дуб — 19% деревостою.

## Природні умови
Румінія — країна на півдні Центральної Європи, яку часто відносять до Балкан. У рельєфі домінує дуга Карпатських гір, що ділить країну на дві частини і відокремлює Нижньодунайську низовину, на півдні, і Молдовську височину, на сході, від Трансильванського плато, нагір'я Біхору і родючої Середньодунайської низовини на заході. Клімат низовин і височин помірно континентальний з тривалим жарким і сухим літом, короткою, порівняно м'якою зимою. Річна кількість атмосферних опадів — 300–600 мм. У горах клімат суворіший, з прохолодним літом і холодною зимою, опадів — 800–1400 мм на рік. Такі основні контрасти поверхні, що визначають особливості клімату, ґрунтоутворення, рослинного покриву і тваринного світу країни.

## Районування
Територію Румунії умовно можна розділити на 5 лісових регіонів.
1. Південно-Східний Придунайський степовій і Середньодунайський лісостеповий райони. Природні ліси, за винятком річкових заплав, майже не збереглися і представлені штучними насадженнями: полезахисні й протиерозійні лісосмуги з тополі та білої акації, посадки тополь вздовж доріг.
2. Район заплавних лісів. Широка заплава (Балта) і дельта Дунаю, заплави Серета, Прута, Олта, Муреша. Ліси, головним чином, з білої тополі (Populus alba), верби білої (Salix alba) і ламкої (Salix fragilis), чорної вільхи (Alnus glutinosa).
3. Район дубових лісів. Дубові гаї невисоких пагорбів і на схилах передгір'їв (на висотах від 200 до 700 м). Ці ліси становлять 15% лісової площі країни і широко поширені на Трансильванському плато, Молдовській височині, нижніх схилах Південних Карпат, у Західно-Румунських горах. Тут ростуть: дуб австрійський (Quercus cerris) і скельний (Quercus petraea), як домішка ясен звичайний (Fraxinus excelsior), бук європейський (Fagus sylvatica), граб звичайний (Carpinus betulus), каштан їстівний (Castanea sativa), липа повстиста (Tilia tomentosa).
4. Район букових лісів. Лісовий пояс в низькогір'ях на висотах від 400 до 700 м, а місцями на півдні до 1000 м над рівнем моря. Основні масиви букових лісів (бук європейський) знаходяться на Трансильванському та Молдовському плато, в Південних і Східних Карпатах. Букові ліси становлять близько 35% лісової площі Румунії. У домішку дуб скельний, граб звичайний, каштан, береза повисла (Betula pendula) і яблуня лісова (Malus sylvestris).
5. Район хвойних лісів. Гірські області на висотах від 800 до 1500 м в Східних Карпатах і від 1000 до 1800 м в Південних. У нижній частині гірського пояса переважають мішані буково-ялицево-смерекові ліси з бука європейського, ялиці білої (Abies alba) та ялини звичайної (Рісеа abies), а у верхній частині ростуть чисті смерекові ліси, які утворюють верхню межу високостовбурового лісу. Подекуди до них домішуються сосна звичайна (Pinus sylvestris), кедр європейський (Pinus cembra) і модрина європейська (Larix decidua). Хвойні ліси займають близько 25% площі всіх лісів Румунії. Вище смуги ялинових лісів зустрічаються сланики сосни гірської (Pinus mugo), криволісся.

|                          |                            |                        |                                        |                      |
| Ліс з тополь у Маглавіті | Ліс Комана в заплаві Дунаю | Дубовий гай на пагорбі | Буковий ліс на Трансильванському плато | Гірський хвойний ліс |

## Лісове господарство
Перші правила лісокористування були запроваджені в 1843 році в Молдові Міхаїлом Стурдзою, а в 1847 році у Валахії Олександру Барбу Штірбеєм. Створення перших державних лісів починається з переведенням у такий стан маєтків буковинських монастирів у 1863 році, у 1871 році для них була створена державна лісова адміністрація. У 1881 році видано перший румунський лісівничий кодекс. У 1886 році задля забезпечення сталого лісокористування було створено недержавне Прогресивне лісівниче товариство (рум. Progresul Silvic Society), багато відомих румунських особистостей того часу стало його членами. Товариство видавало журнал «Revista Padurilor», проводило симпозіуми, семінари, щорічні посадки дерев.
|                                      |                                                           |                                |                                   |
| Лісопильня монастиря Путна, 1889 рік | Деревопереробне підприємство у Слатіна-де-Муреш, 1902 рік | Сплав лісу Бистрицею, 1921 рік | Лісозаготівля в Понясці, 1950 рік |

Станом на 1946 рік у муніципальній власності знаходилось 46% лісових площ, 24% — у державній власності, 30% — у приватній. З утворенням Народної Республіки Румунія ліси країни було націоналізовано. Лісогосподарювання зазнало жорсткої централізації та планування. 92% лісів було віднесено до загальнонаціональних, 8% — залишено для сільських господарств та у місцевому віданні. Управління лісовим господарством було віддане Міністерству лісового господарства, на місцях роботи вели лісництва та лісгоспи. З 1954 року ліси країни були розділені на групи згідно з цільовим використанням, для кожної групи розроблені науковообґрунтовані правила рубок: 14% площ було віднесено до захисних; 86% — до промислово-захисних. У 1997 році співвідношення площ становило 44% і 56%, відповідно. До 1956 року проведені роботи із землеустрою, оцінки лісового фонду, розроблені плани лісогосподарювання.
Експлуатаційними заявлено 5861 тис. га лісів (із загальної площі в 6229 тис. га), із них, хвойних 1600 тис. га (27,3%). Загальний запас деревини становить 1268 млн м³ (487 млн м³ (38%) — хвойні, 781 млн м³ (62%) — листяні); середній запас деревини на 1 га — 216 м³, у хвойних лісах — 304 м³. Станом на 1995 рік на душу населення припадало 0,27 га лісових площ. Річний приріст деревини становить 26,9 млн м³ (хвойних — 9,7 млн м³); середній річний приріст деревини — 4,6 м³/га (хвойних — 6 м³, листяних — 4 м³). Обсяг лісокористування дещо знизився, з 23 млн м³ у 1980 році, до 15 млн м³ у 1997 році. У 1970–1975 роках фактичний обсяг щорічних заготівель становив 22 млн м³, у 2014 році він склав 18 млн м³. Масове прокладання лісових шляхів і повітряно-канатних доріг в другій половині XX століття дозволило експлуатувати більшість лісів країни. Але через умови місцевості, значні площі лісів можна розглядати як технічно-непродуктивні землі без можливості раціональних операцій із лісозаготівлі. Серед основних проблем румунського лісового господарства: погана інфраструктура лісових шляхів, низький рівень механізації.
|                                     |                                |                              |                                            |                                                                   |
| Лісозаготівля у Мехединці, 2012 рік | Завантаження лісу на платформи | Транспортування лісу в горах | Розвантаження залізничних платформ з лісом | Деревообробне підприємство Schweighofer Holzindustrie у Коменешті |

У 1990-х — 2000-х роках відбулось повернення лісів у приватну і муніципальну власність, держава залишила за собою право розпоряджатись лише найціннішими масивами. Першою хвилею реституції лісів був закон 1991 року, що повертав кожному довоєнному власнику до 1 га лісу. Таким чином відбулося переведення 350 тис. га лісів (38% — захисні) у приватну власність, 600 тис. осіб стали власниками лісів. Законом 2000 року власникам поверталось по 10 га лісу, церквам — 30 га, а ліси місцевих довоєнних громад повертались у повному обсязі.
4 квітня 1996 року Парламент Румунії прийняв новий Лісовий кодекс, що прийшов на зміну лісовому кодексу 1962 року соціалістичної країни. За новим кодексом лісом в Румунії вважається ділянка площею від 0,25 га, що вкрита деревами. Господарювання в лісах повинне узгоджуватись із 10-річними державними планами. Лісові справи передаються у відання державного департаменту Romsilva RA Міністерства водних, лісових ресурсів і навколишнього середовища. Romsilva RA було утворено в 1990 році, воно складається з 3 рівнів управління:
- центрального апарату (120 членів);
- 41 територіальне відділення й Інститут з лісових досліджень і управління (ICAS);
- 400 лісництв (10-25 тис. га кожне)[3].

## Лісорозведення
До 1948 року в країні було зведено 800 тис. га цінних хвойних і дубових лісів, заготівля хвойних порід на гірських схилах перевищувала в 2,5 разів допустимі норми. На площі 1400 тис. га природні продуктивні ліси відновились малоцінними породами, або не відновились зовсім. Соціалістична влада Румунії провела націоналізацію всіх лісових масивів у країні. За тих часів проводилась велика робота зі штучного відновлення лісів з метою збільшення ресурсів деревини, задля попередження ерозії ґрунтів на гірських схилах, задля захисту сільськогосподарських культур степових полів від суховіїв. Було створено 700 тис. га захисних лісонасаджень всіх категорій, організовано 25 великих розплідників (30-100 га кожен). Загальний обсяг щорічної реконструкції малопродуктивних насаджень становив 20-25 тис. га. У період 1970–1975 років лісокультури (60% швидкорослі хвойні породи: модрина європейська, ялиця біла, дугласія) висаджували на площах понад 50 тис. га щорічно. Було створено понад 50 тис. га насаджень із тополі. На піщаних ґрунтах створено 100 тис. га насаджень білої акації (Robinia pseudoacacia), що добре витримує посушливі умови, і вже за 30 років сягає висоти 30 м із запасом деревини у 500 м³/га. У період 1960–1985 років висаджувались породи дерев, що швидко ростуть, але мають нижчу якість деревини за аборигенні породи, що призвело до певних екологічних проблем в штучних лісових насадженнях та до низької якості деревини, що заготовляється з 1990-х років. Щорічні очисні рубки у 1980-х роках проводились на площі 150–160 тис. га.

## Охорона лісів

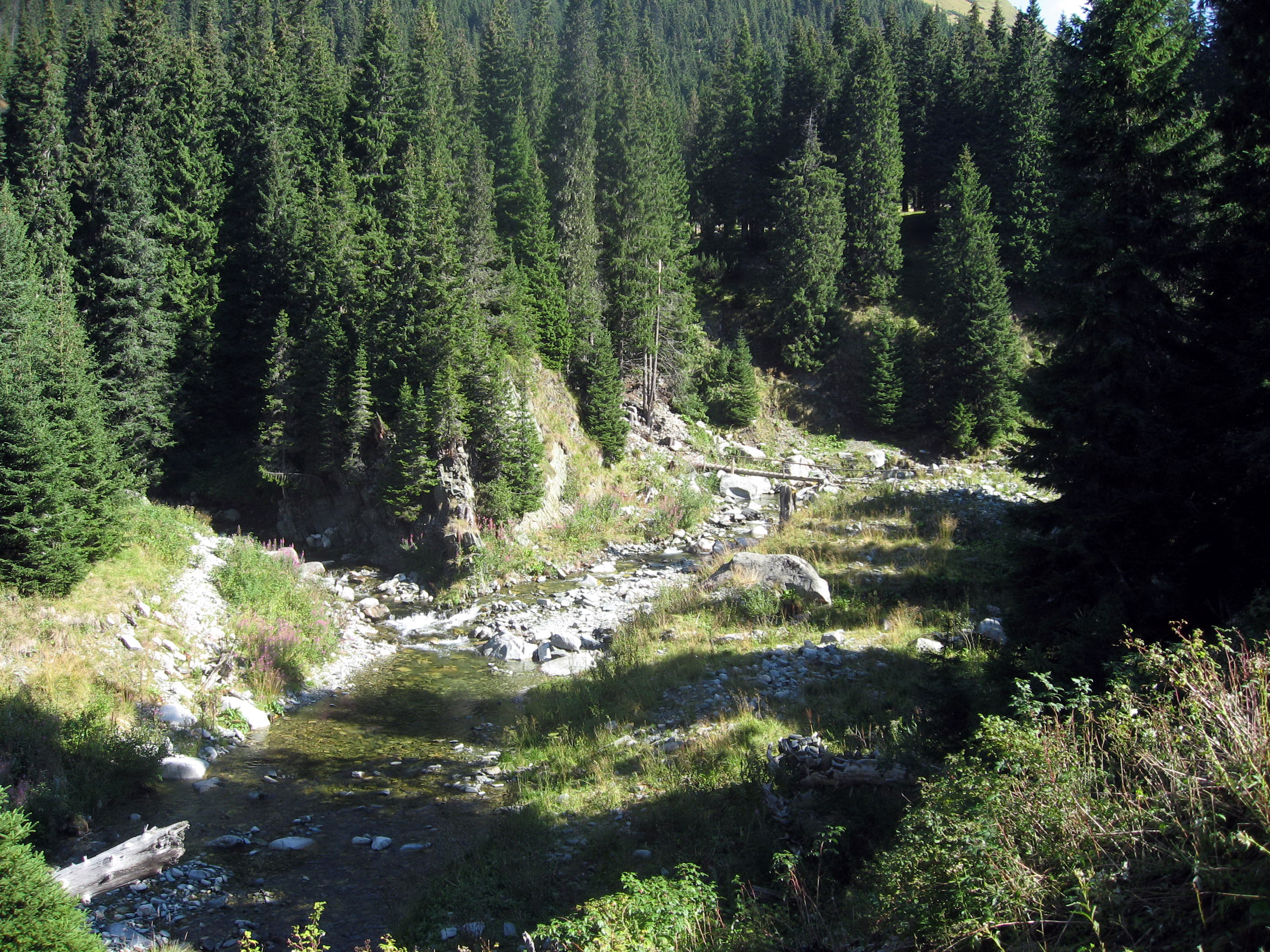
У національному парку Ретезат

Першим законодавчим актом з охорони лісів в Румунії була стаття в Конституції 1907 року. Задля збереження гірсько-лісового біорізноманіття в країні на площі 20 тис. га був організований національний парк Ретезат, ряд заповідників і пам'яток природи, на площі 100 тис. га. У парках і заповідниках зберігаються цінні хвойні, букові та дубові ліси з козулею (Capreolus), ведмедем (Ursus arctos), риссю (Lynx) та іншими тваринами. Великих зусиль лісівники доклали до відновленню фауни і організації полювання (особливо на фазанів (Phasianus)), риборозведення та рибної ловлі (переважно форелі (Salmo)) в лісових водоймах. Станом на 1990 рік під охороною знаходилось 32 природних об'єкти, загальною площею 25 тис. га (80% становили ліси), а у 1997 році, після запровадження Національної системи розвитку національних парків і заповідників, їхня площа зросла до 397,4 тис. га.

## Наукові дослідження
Лісові дослідження в країні очолює Інститут лісових досліджень і управління (ICAS) Румунської академії наук, заснований у 1933 році він складається з 3 науково-дослідних станцій, 4 станцій управління лісовим господарством і 3 комбінованих станцій (загалом 1000 співробітників). Головними досягненнями інституту були таксономічні дослідження місцевих видів лісових порід, лісові ґрунтові дослідження, ідентифікація й опис лісових шкідників, дослідження природної регенерації в дубових лісах, розробка методів аналізу посівного матеріалу, методів залісення малопродуктивних земель в Добруджі.

### Лісівнича освіта
Першу лісівничу школу було засновано в 1851 році в Бухаресті, її очолили запрошені до Румунії 3 французькі лісівники. Затвердження першого румунського лісівничого кодексу в 1881 році призвело до створення в Бухаресті Спеціалізованої лісівничої академії. Перша професійна школа лісового господарства була заснована в Бренешті в 1894 році, а у 1919 році — в Тимішоарі. 1923 року було видано закон про лісівничу освіту, а також перші інструкції з уніфікації регіональних планів лісокористування в країні. Згідно із законом було передбачено 3 щаблі лісівничої освіти: нижній рівень (професійні лісові школи), середній рівень (лісівничі школи в Тимішоарі, Пантелімоні й Херастреу), вищій рівень (лісівнича спеціалізація в Технічному інституті в Бухаресті).
Лісівників у Румунії готують факультети лісівництва в університетах Брашова, Сучави, Ораді, Академія сільського господарства і лісівництва у Бухаресті.